# حي الوحدة (القطن)
حي الوحدة هو أحد أحياء عزلة القطن التابعة لمديرية القطن في محافظة حضرموت اليمنية. يبلغ تعداد سكانه 3324 نسمة حسب التعداد السكاني في اليمن لعام 2004.